# NGC 1426
NGC 1426 est une galaxie elliptique située dans la constellation de l'Éridan. NGC 1426 a été découverte par l'astronome germano-britannique William Herschel en 1784.

## Caractéristiques

### Distance
Sa vitesse par rapport au fond diffus cosmologique est de 1 330 ± 10 km/s, ce qui correspond à une distance de Hubble de 19,6 ± 1,4 Mpc (∼63,9 millions d'al).
À ce jour, 27 mesures non basées sur le décalage vers le rouge (redshift) donnent une distance de 23,085 ± 5,230 Mpc (∼75,3 millions d'al), ce qui est à l'intérieur des valeurs de la distance de Hubble. Notons cependant que c'est avec la valeur moyenne des mesures indépendantes, lorsqu'elles existent, que la base de données NASA/IPAC calcule le diamètre d'une galaxie et qu'en conséquence le diamètre de NGC 1426 pourrait être d'environ 33,7 kpc (∼110 000 al) si on utilisait la distance de Hubble pour le calculer.

### Morphologie
NGC 1426 a été utilisée par Gérard de Vaucouleurs comme une galaxie de type morphologique E4 dans son atlas des galaxies,.

## Groupe de NGC 1395
NGC 1426 fait partie du groupe de NGC 1395. Ce groupe fait partie de l'amas de l'Éridan et il comprend au moins 31 galaxies, dont NGC 1315, NGC 1325, NGC 1331, NGC 1332, NGC 1347, NGC 1353, NGC 1371, NGC 1377, NGC 1395, NGC 1401, NGC 1414, NGC 1415, NGC 1422, NGC 1438, NGC 1439, IC 1952, IC 1953 et IC 1962.
Notons que selon la base de données NASA/IPAC, NGC 1426 est une galaxie du champ, c'est-à-dire qu'elle n'appartient pas à un amas ou un groupe et qu'elle est donc gravitationnellement isolée. Ce genre de contradiction provient des critères de regroupement des galaxies qui varient d'un auteur à l'autre.